# Roodstaartmiersluiper
De roodstaartmiersluiper (Epinecrophylla erythrura; synoniem: Myrmotherula erythrura) is een zangvogel uit de familie Thamnophilidae (miervogels).

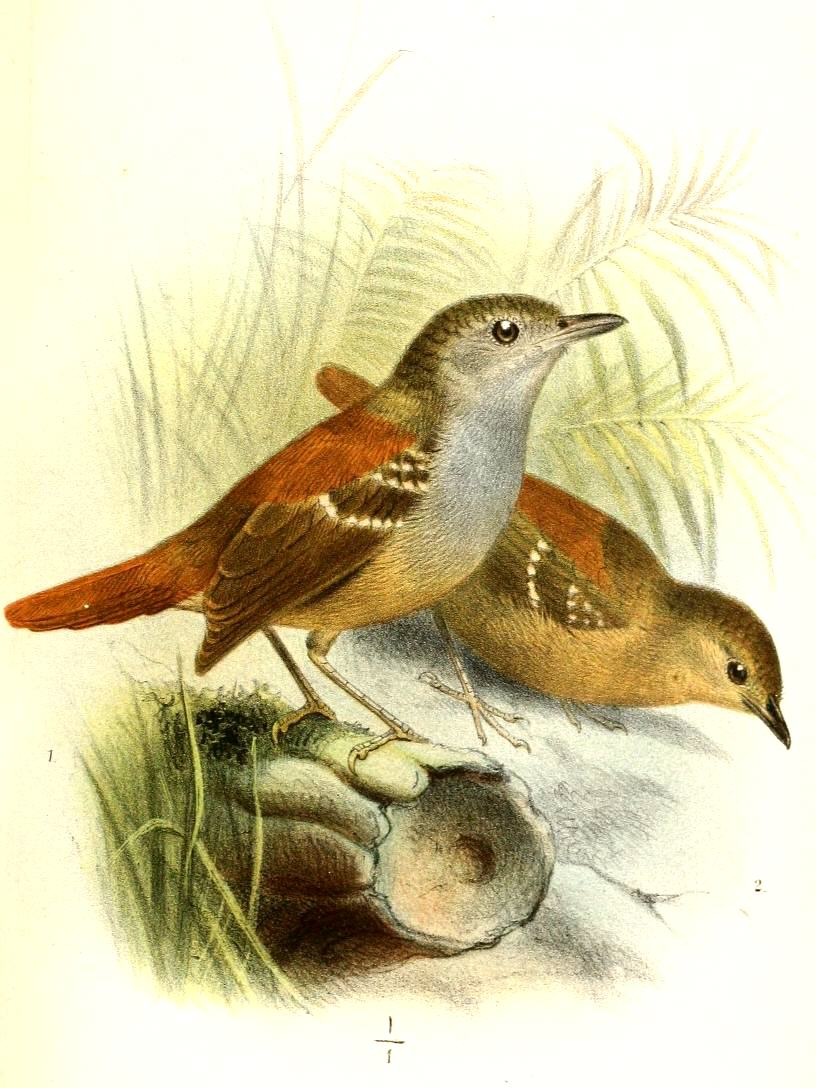

## Verspreiding en leefgebied
Deze soort komt voor in het westen van het Amazonegebied en telt twee ondersoorten:
- E. e. erythrura: van zuidoostelijk Colombia tot noordoostelijk Peru en noordwestelijk Brazilië.
- E. e. septentrionalis: oostelijk Peru en westelijk Brazilië.

## Status
De grootte van de populatie is niet gekwantificeerd maar de soort wordt omschreven als vrij algemeen. Op de Rode lijst van de IUCN heeft deze soort de status niet bedreigd.